# Gouverneurswahlen in den Vereinigten Staaten 1983

In Kentucky und Mississippi (dunkelblau) verteidigten die Demokraten das Gouverneursamt, in Louisiana (hellblau) gewannen sie es von den Republikanern zurück.

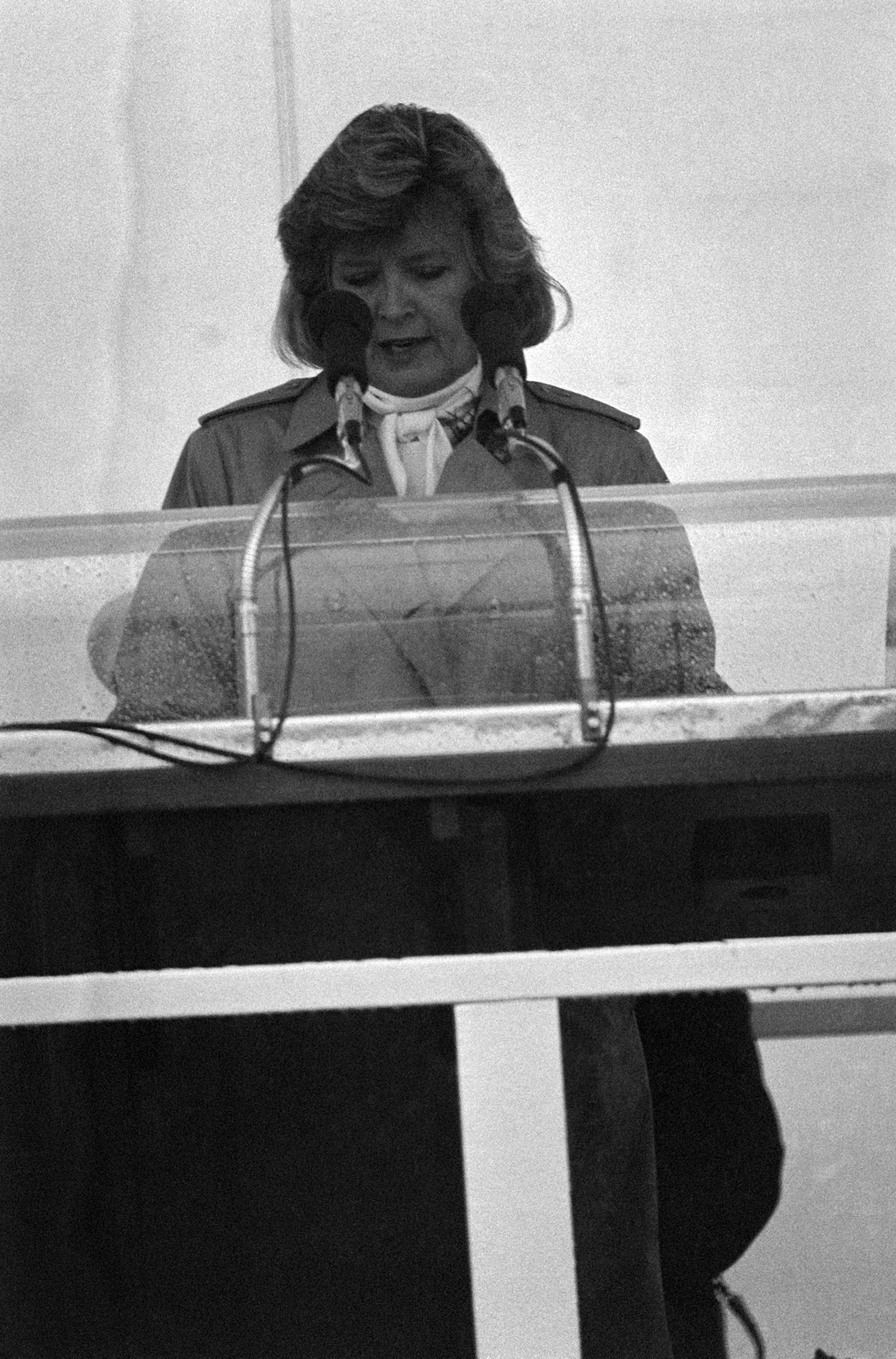
Martha Layne Collins wurde zur Gouverneurin von Kentucky gewählt.

Die Gouverneurswahlen in den Vereinigten Staaten 1983 fanden am 23. Oktober 1983 statt. Gewählt wurde in den Bundesstaaten Kentucky, Louisiana und Mississippi. In allen drei Fällen setzten sich die Kandidaten der Demokratischen Partei durch.
Der einzige der drei vorherigen Amtsinhaber, der erneut antreten konnte, war der Republikaner David C. Treen in Louisiana. Er war vier Jahre zuvor als erster Republikaner seit der Reconstruction zum Gouverneur seines Staates gewählt worden, was auch mit dem in Louisiana zur Anwendung kommenden Prinzip der Jungle Primary zusammenhing. Bei dieser Vorwahl können mehrere Vertreter einer Partei kandidieren; erreicht keiner die absolute Mehrheit, folgt eine Stichwahl. Während Treen als einziger Republikaner den ersten Platz belegt hatte, waren die Stimmen der Demokraten auf fünf Kandidaten verteilt gewesen. Aus Enttäuschung darüber, dass der zweite Platz an den Außenseiter Louis Lambert ging, unterstützten die anderen demokratischen Kandidaten bei der Stichwahl Treen, der dann knapp gewann.
Ein solcher Fall trat diesmal nicht ein. Edwin Edwards, bereits von 1972 bis 1980 Gouverneur, ragte aus dem Feld der vier demokratischen Bewerber deutlich heraus und kehrte mit 62,3 Prozent der Stimmen ins Amt zurück, ohne den Umweg der Stichwahl gehen zu müssen. Treen wurde mit 36,4 Prozent geschlagener Zweiter.
In Mississippi konnte der demokratische Gouverneur William Winter nach vier Jahren verfassungsgemäß nicht erneut kandidieren. Nominiert wurde von den Demokraten nun William Allain, Attorney General des Staates, der die Wahl dann auch mit 55,1 Prozent der Stimmen für sich entschied. Sein republikanischer Gegner Leon Bramlett kam auf einen Anteil von 38,9 Prozent. Charles Evers, Bruder des ermordeten Bürgerrechtlers Medgar Evers und Bürgermeister von Fayette, belegte als unabhängiger Kandidat mit 4,1 Prozent der Stimmen Platz drei.
Auch in Kentucky musste der demokratische Amtsinhaber John Brown nach vier Jahren als Gouverneur auf eine Wiederwahl verzichten. Seine Partei stellte mit Vizegouverneurin Martha Layne Collins erstmals eine Frau als Kandidatin auf, die dann auch die Wahl für sich entschied und erste Gouverneurin von Kentucky wurde. Sie erhielt 54,5 Prozent der Stimmen und gewann damit gegen den ehemaligen Baseball-Spitzenspieler Jim Bunning, zu diesem Zeitpunkt Mitglied des Senats von Kentucky und später zwei Amtszeiten lang republikanischer US-Senator. Auf ihn entfielen 44,1 Prozent. Der unabhängige Kandidat Nicholas McCubbin (1,4 Prozent) war chancenlos.